# Yoshimar Yotún
Víctor Yoshimar Yotún Flores (ur. 7 kwietnia 1990 w Limie) – peruwiański piłkarz występujący na pozycji środkowego pomocnika, reprezentant Peru, od 2022 roku zawodnik Sportingu Cristal.

## Kariera klubowa
Yotún jest wychowankiem akademii juniorskiej Cantolao, później trenował w Circolo Sportivo Italiano, natomiast w wieku 17 lat przeszedł do stołecznego zespołu Club Sporting Cristal. Jeszcze zanim został włączony do pierwszej drużyny, wypożyczono go do ekipy José Gálvez FBC, w barwach której zadebiutował w peruwiańskiej Primera División – 5 marca 2008 w zremisowanym 1:1 spotkaniu z Coronelem Bolognesi. Premierowego gola w najwyższej klasie rozgrywkowej strzelił za to już cztery dni później w wygranej 1:0 konfrontacji z Atlético Minero. Po zakończeniu sezonu 2008 powrócił do Sportingu Cristal, gdzie szybko wywalczył sobie miejsce w wyjściowej jedenastce i został wybrany najlepszym lewym obrońcą rozgrywek 2009 ligi peruwiańskiej. W 2012 roku wywalczył mistrzostwo Peru. W 2013 był wypożyczony do brazylijskiego CR Vasco da Gama. W 2014 ponownie został mistrzem Peru.
W 2015 Yotún przeszedł do Malmö FF.
| Sezon | Klub             | Kraj     | Rozgrywki        | Mecze | Bramki |
| ----- | ---------------- | -------- | ---------------- | ----- | ------ |
| 2008  | José Gálvez      | Peru     | Primera División | 26    | 2      |
| 2009  | Sporting Cristal | Peru     | Primera División | 24    | 0      |
| 2010  | Sporting Cristal | Peru     | Primera División | 36    | 4      |
| 2011  | Sporting Cristal | Peru     | Primera División | 27    | 1      |
| 2012  | Sporting Cristal | Peru     | Primera División | 34    | 2      |
| 2013  | CR Vasco da Gama | Brazylia | Série A          | 23    | 0      |
| 2014  | Sporting Cristal | Peru     | Primera División | 22    | 1      |
| 2015  | Malmö FF         | Szwecja  | Allsvenskan      | 24    | 1      |

## Kariera reprezentacyjna
W seniorskiej reprezentacji Peru Yotún zadebiutował 8 lutego 2011 w wygranym 1:0 meczu towarzyskim z Panamą. W tym samym roku został powołany przez selekcjonera Sergio Markariána na rozgrywany w Argentynie turniej Copa América, gdzie regularnie pojawiał się na boiskach, rozgrywając pięć spotkań, natomiast Peruwiańczycy odpadli dopiero w półfinale i zajęli ostatecznie trzecie miejsce w rozgrywkach.